# 近代日本思想大系
近代日本思想大系（きんだいにほんしそうたいけい）は、1975年から1990年にかけ筑摩書房で出版された日本思想史の叢書（全36巻）。

## 概要
明治維新以後、1945年の敗戦に至るまでの近代日本の主要な思想的著作を新版刊行し、各巻末に「解説」「参考文献」「年表」「著者略歴」を付す構成となっている。1978年、刊行元である筑摩書房の業績不振による会社更生法適用申請をはさんで刊行が継続され、刊行開始より最終配本に至るまで実に15年が費やされた。
先行する『現代日本思想大系』（全35巻、1963年から1968年に刊行）の後継企画として刊行されたが、現代日本思想大系がテーマ別編集を中心とし、また第二次世界大戦後の著作まで収録しているのに対し、近代日本思想大系では著者別編集が中心というオーソドックスな構成となっており、また収録される著作も1945年の敗戦までの時期のものに限られている。しかしながら著者別編集の巻についても、進化論啓蒙家の丘浅次郎やアナキストの石川三四郎など、思想家としては従来ほとんどスポットが当てられなかった人物に独立した巻が充てられた点などに新しさがうかがわれる。

## 全巻の内容
| 通号 | タイトル       | 当該巻の編集・解説担当者 | 出版       | 備考   |
| ---- | -------------- | ------------------------ | ---------- | ------ |
| 1    | 勝海舟集       | 佐藤誠三郎               |            | 未刊行 |
| 2    | 福沢諭吉集     | 石田雄                   | 1975年2月  |        |
| 3    | 中江兆民集     | 松永昌三                 | 1974年11月 |        |
| 4    | 陸羯南集       | 植手通有                 | 1987年3月  |        |
| 5    | 三宅雪嶺集     | 本山幸彦                 | 1975年9月  |        |
| 6    | 内村鑑三集     | 内田芳明                 | 1975年1月  |        |
| 7    | 岡倉天心集     | 梅原猛                   | 1976年10月 |        |
| 8    | 徳富蘇峰集     | 神島二郎                 | 1978年6月  |        |
| 9    | 丘浅次郎集     | 筑波常治                 | 1974年9月  |        |
| 10   | 木下尚江集     | 武田清子                 | 1975年7月  |        |
| 11   | 西田幾多郎集   | 竹内良知                 | 1974年7月  |        |
| 12   | 鈴木大拙集     | 古田紹欽                 | 1974年8月  |        |
| 13   | 幸徳秋水集     | 飛鳥井雅道               | 1975年11月 |        |
| 14   | 柳田國男集     | 鶴見和子                 | 1975年8月  |        |
| 15   | 長谷川如是閑集 | 宮地宏                   | 1976年1月  |        |
| 16   | 石川三四郎集   | 鶴見俊輔                 | 1976年11月 |        |
| 17   | 吉野作造集     | 松尾尊兊                 | 1976年5月  |        |
| 18   | 河上肇集       | 内田義彦                 | 1977年3月  |        |
| 19   | 山川均集       | 高畠通敏                 | 1976年7月  |        |
| 20   | 大杉栄集       | 大沢正道                 | 1974年6月  |        |
| 21   | 大川周明集     | 橋川文三                 | 1975年5月  |        |
| 22   | 折口信夫集     | 広末保                   | 1975年10月 |        |
| 23   | 田辺元集       | 中埜肇                   | 1975年3月  |        |
| 24   | 柳宗悦集       | 鶴見俊輔                 | 1975年6月  |        |
| 25   | 和辻哲郎集     | 梅原猛                   | 1974年5月  |        |
| 26   | 林達夫集       | 山口昌男                 | 1974年12月 |        |
| 27   | 三木清集       | 住谷一彦                 | 1975年4月  |        |
| 28   | 戸坂潤集       | 中岡哲郎                 | 1976年2月  |        |
| 29   | 小林秀雄集     | 吉本隆明                 | 1977年1月  |        |
| 30   | 明治思想集Ⅰ    | 松本三之介               | 1976年     |        |
| 31   | 明治思想集Ⅱ    | 松本三之介               | 1977年     |        |
| 32   | 明治思想集Ⅲ    | 松本三之介               | 1990年7月  |        |
| 33   | 大正思想集Ⅰ    | 今井清一                 | 1977年2月  |        |
| 34   | 大正思想集Ⅱ    | 鹿野政直                 | 1978年2月  |        |
| 35   | 昭和思想集Ⅰ    | 松田道雄                 | 1974年10月 |        |
| 36   | 昭和思想集Ⅱ    | 橋川文三                 | 1978年1月  |        |